# サーサーン朝のエルサレム征服
サーサーン朝のエルサレム征服（サーサーンちょうのエルサレムせいふく）は614年の初頭に起こった、東ローマ・サーサーン戦争 (602年-628年)における象徴的な出来事である。サーサーン朝が東ローマ帝国を破り、キリスト教徒の聖地エルサレムを征服した。エルサレムの攻略には、東ローマ帝国で迫害されたユダヤ人とキリスト教徒の対立が背景にある。エルサレムの征服に伴いサーサーン朝の皇帝ホスロー2世は、キリスト教徒にとって重要な聖遺物聖十字架を略奪し、首都クテシフォンに持ち帰った。
戦争の最中、ホスロー2世は将軍シャフルバラーズをスパーフベド（軍司令官）に任命し、シャフルバラーズは東ローマ帝国のオリエンス管区への侵攻を指揮した。シャフルバラーズの指揮下で、サーサーン朝軍はアンティオキアの戦いや、パレスチナ・プリマ（第一パレスチナ）の行政上の中心カイサリア・マリティマの包囲戦で勝利を収めた: 206。この時までには、カイサリア・マリティマの内港は土砂で埋まって運用が出来なくなっていたが、東ローマ皇帝アナスタシウス1世（在位：491年 - 518年）がその外港の再建を命じ、重要な海運の拠点として機能した。港の占領に成功したことで、サーサーン朝は地中海へ自由にアクセスできるようになった。サーサーン朝の進軍に伴い、ユダヤ人も東ローマ帝国に反旗を翻した。Nehemiah ben Hushielやティベリアのベニヤミンらはティベリアやナザレ等ガリラヤ地方のユダヤ人を武装させ、サーサーン朝の軍勢に加わった。2万人から2万6千人ほどのユダヤ人が集まり、サーサーン朝によるエルサレムの攻撃に参加した。614年の半ばまでにはユダヤ人とサーサーン朝はエルサレムを攻略しているが、抵抗なしに陥落したのか、それとも包囲戦を行い大砲で城壁を突破したのかは資料によって異なる: 207。

## 背景

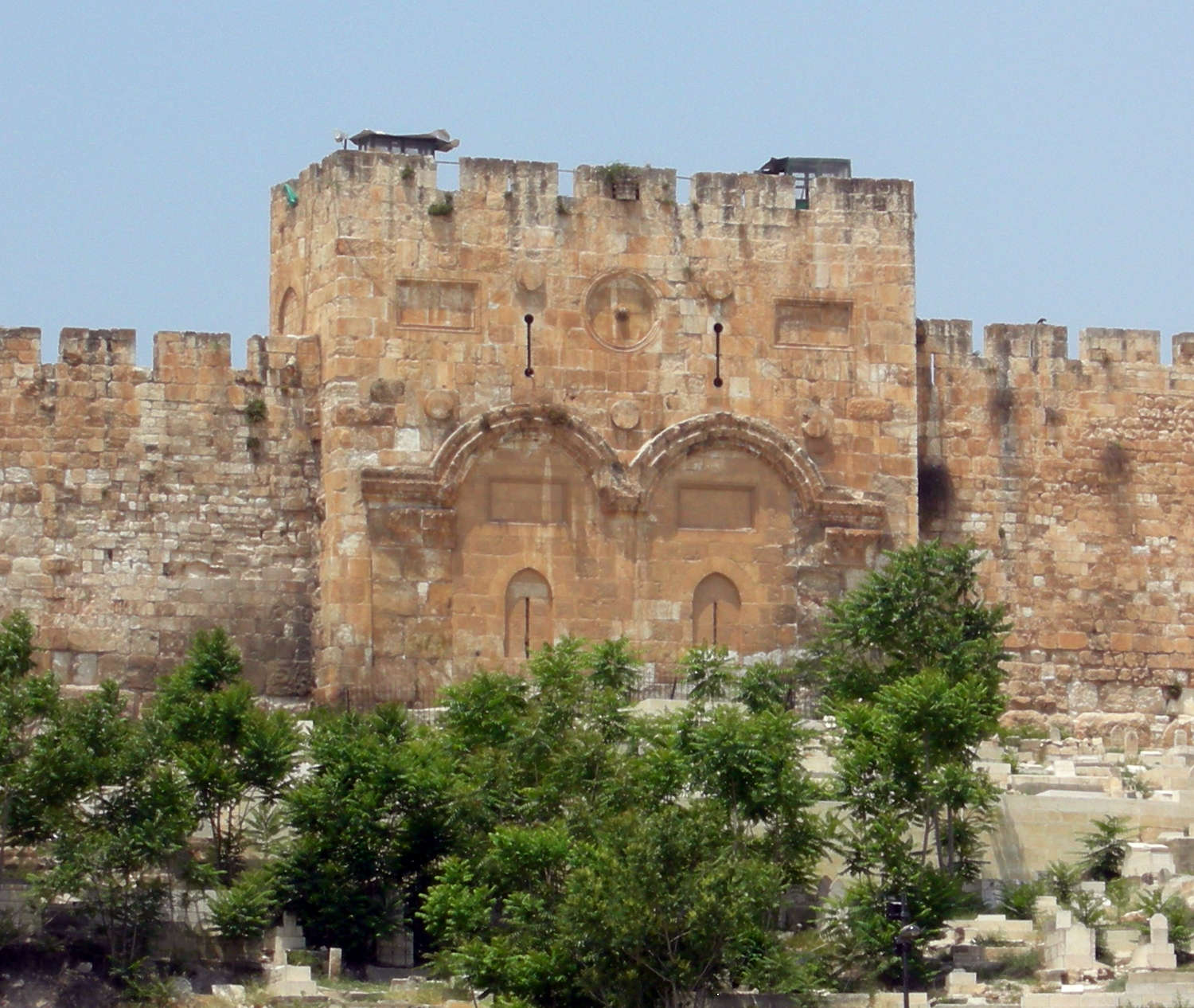
エルサレムの黄金の門。およそ520年代に建築された。

### ユダヤ人とサマリア人に対する迫害
サーサーン朝初期のシャープール1世との戦いでは、ユダヤ人はキリスト教徒であるローマ帝国を支援していたが、今や東ローマ帝国はユダヤ人にとっての迫害者となっていた: 122。ユダヤ人とサマリア人は東ローマ帝国によって頻繁に迫害され、反乱が度々起こった。東ローマ帝国の宗教的プロパガンダにも、反ユダヤ主義の要素が現れるようになっていた: lxiii, 195: 81–83, 790–791。そのため、ユダヤ人はサーサーン朝による東ローマ帝国への侵攻を支援しようとした事例は多々ある。608年にアンティオキアで起きたユダヤ人虐殺は、610年の同地でのユダヤ人の反乱につながったが鎮圧された。さらに同年に、ティルスとアッコなどでも反乱を起こし、ティルスのユダヤ人らはその報復のために虐殺されている。

### バル・コクバの乱
135年のバル・コクバの乱以降、ユダヤ人はエルサレムへの立ち入りを禁じられた。のちにコンスタンティヌス1世は、1年に1回、ティシュアー・ベ＝アーブの日にのみ、エルサレムへの立ち入りを許可されている。438年、東ローマ皇后リキニア・エウドクシアはエルサレムへのユダヤ人立ち入りを全面的に許可したが、キリスト教徒の激しい反対を受け、禁止令は復活せざるを得なかった。ユリアヌス帝の治世やサーサーン朝占領期（614年~617年）といった特例を除けば、ユダヤ人のエルサレム退去は、アラブ人ムスリムらによってエルサレムが征服されるまで続いた。こうした背景から、614年以前にはエルサレムにおけるユダヤ人の人口は僅かだったと考えられている。

## ユダヤ人の反乱とサーサーン朝の侵攻
エルサレムが東ローマ帝国からの抵抗のないままサーサーン朝に占領されると、その支配権はユダヤ人のNehemiah ben Hushielとティベリアのベニヤミンに渡され、Nehemiah ben Hushielはエルサレムの統治者に任命された。ユダヤ人たちは大祭司の地位を復活させるために系譜を整理して、第三神殿をも建設しようとした。しかしわずか数か月後には、キリスト教徒が反乱を起こした。Nehemiah ben Hushielと彼が所属する16人の有徳者による評議会のメンバーを始め、多くのユダヤ人が殺され、中にはエルサレムの城壁から身を投げた者もいた: 69–71:169。
エルサレムで暴動の後、ユダヤ人の生き残りたちはカイサリア・マリティマに野営していたシャフルバラーズの元に逃げ込んだ。シャフルバラーズの軍隊がエルサレムを包囲し、その城壁を破る前に、キリスト教徒は短期間ながらエルサレムの奪還に成功している: 207。ストラテギウスの記述によれば、大修道院長モデストゥスはエリコに向かい、そこで駐屯していた東ローマ帝国軍からいくらかの兵力を召集した。しかし、東ローマ帝国軍は、エルサレムの城壁の外に野営している、数で圧倒しているサーサーン朝軍の姿を目にすると、ほぼ自滅するような一方的な戦いになることを恐れ逃亡していった。エルサレムの包囲が、どのくらいの期間にわたったかは資料によって多少異なる。19日または20日、21日などと記述が残っている。

### キリスト教徒の犠牲者
セベオスの記録によれば、この包囲戦によって合計1万7千人のキリスト教徒が死んでいる: 207。しかし、他の資料によれば、その死者はさらに多く、6万人以上にのぼるとされている。同様に、マミラの貯水池で虐殺されたキリスト教徒も、その数の推定値は様々あり、4,518人や24,518人などとされている。イスラエルの考古学者ロニー・ライヒは、サーサーン朝による大虐殺の結果6万人が死亡したと推定している。また、エルサレム総司教のザカリアスを始めとする、約3万5千人から3万7千人が奴隷として売りとばすために、拉致されたと言われている。さらにエルサレム市街は焼け落ちたと言われているが、それほど広範囲にわたるような焼失の跡や教会の破壊の跡はまだ見つかっていない。聖十字架の在り処を聞き出すために、聖職者は拷問された。そうして、押収された聖十字架はサーサーン朝の首都クテシフォンに持ち込まれた。
モデストゥスがエルサレムの統治者に任命された。多くのキリスト教教会や建物が被害を受けていた。616年の前半までには、エルサレムに社会秩序が回復し、モデストゥスはマル・サバの再占領を認可している。聖墳墓教会、ゴルゴタの丘、上の部屋、昇天教会などの教会堂が再建築されていた。モデストゥスの書状にも、それらの建設がすでに完成していたことが示唆されているが、実際は完成していなかった可能性も指摘されている: 208–209。617年には、サーサーン朝支配下のメソポタミアのキリスト教徒たちの圧力により、サーサーン朝がエルサレムの統治方針を転換し、ユダヤ人を見放してキリスト教徒を重視するようになった: 208。しかし、セベオスの記述にもあるように、ユダヤ人が暴力的な手段でエルサレムから追放されたわけではなかったと見られる。モデストゥスの書状やその他の資料では、新たにユダヤ人がエルサレムまたはその周辺へ定住することを禁止されたことを指し示している。神殿の丘に建設された小さなシナゴーグも破壊された: 209–210。サーサーン朝の方針変更に伴って、メソポタミアから追放された人々の待遇も改善された。セベオスは、それぞれ以前の職業に応じて、再び定住したと記録されている: 69–71, 207–210。

### 東ローマ帝国とサーサーン朝の和平
628年、ホスロー2世の廃位に伴って、新たに即位したカワード2世は東ローマ皇帝ヘラクレイオスと和平を結び、パレスチナ・プリマと聖十字架を東ローマ帝国に返還した。しかし、シャフルバラーズは返還に応じず、征服した都市や聖十字架は、シャフルバラーズが返還するまでは事実上サーサーン朝の手に残っていた。キリスト教に改宗していたシャフルバラーズと息子のニケタスは、少なくとも629年の晩夏または初秋まではエルサレムを支配している。630年3月21日、ヘラクレイオスは聖十字架を携えてエルサレムに凱旋した。
ヘラクレイオスはイスラエルの地に足を踏み入れ、ティベリアとナザレのユダヤ人はティベリアのベニヤミンの指導の下で、ヘラクレイオス帝に降伏し庇護を求めた。ベニヤミンはヘラクレイオスのエルサレムへの水路移動にも随行し、改宗の説得に応じ、自分自身とユダヤ人らへの大赦を得たと言われている
。ナーブルスで、有力なキリスト教徒エウスタティオスの家で洗礼を受けた。しかし、ヘラクレイオスはエルサレムに到着すると、ティベリアのベニヤミンとの約束を反故にするよう説得された。エウティキウスによれば、エルサレムのキリスト教徒・修道士たちが皇帝に約束を破るよう働きかけた。現代の歴史家たちの中には、「ヘラクレイオスの宣誓」は伝説のものに過ぎず、ヘラクレイオスがそのような口約束をしたことを疑問視する者もいて: 38、後代のキリスト教弁証家による作り話である可能性を主張している。ユダヤ人との誓約を破らせる代償として、修道士たちは毎年の断食を約束したと言われている。ヘラクレイオスの断食と呼ばれるこの断食は、
現在でもコプト教徒に引き継がれている。ユダヤ人はエルサレムから追放され、半径3マイル以内への居住を禁止され、ユダヤ人の大量虐殺が続いた。

## 資料上の記述

### セベオスの記述
アルメニアの司教で歴史家でもあったセベオスはエルサレムの陥落について記録している。セベオスの記述は、アンティオコスとは異なり、片方の肩を持つような書き方ではない。セベオスは、最初自らの意思でエルサレムの住民は、ユダヤ人とペルシア人に服従したが、数か月後には、ホスロー2世がエルサレムの統治を委任した総督を、キリスト教徒は反乱を起こして殺害したとある: 206–207, 195。
キリスト教徒の反乱の日付は614年の4月9日や5月19日: 207、615年の6月25日といった様々なものが挙げられている。キリスト教徒の反乱の最中では、多くのユダヤ人が殺され、逃亡するため城壁から身を投げた者もいた。逃げ延びたユダヤ人はサーサーン朝の将軍Khoream、Erazmiozan: 69、Xorheamの下に身を寄せた。これらの将軍はみな、アルメニア語の文献でKhoreamと表記されたシャフルバラーズを指していると推定されている。シャフルバラーズのエルサレム包囲戦は、その年代の特定の補助ともなる別の資料に詳しく記述されている。軍を召集し、エルサレムの周囲に陣取り、19日間の包囲の末に包囲軍は城壁を突破した。セベオスの記述にもあるキリスト教徒の犠牲者1万7千人という数字は、トフマ・アルツルニの「アルツルニ家の歴史」では5万7千人と誇張された: 207。セベオスの記述の続きによると、エルサレムのザカリアス含む3万5千人がメソポタミアへ拉致され、エルサレムの住民への虐殺や略奪は3日間にわたり、都市は焼き払われた。その後、ユダヤ人はエルサレムから追放され、キリスト教徒の長司祭モデストゥス（Modestos）がエルサレムの統治者に任命された: 69–71。

### ストラテギウスの記述
ストラテギウスはパレスチナに住んでいた7世紀のギリシャ人修道士である。ストラテギウスの著作はもともとギリシャ語で書かれていたが、原本は失われ、アラビア語と古ジョージア語による写本のみが現存している: 207。彼の記述においても、エルサレム包囲戦の開始日もさまざまで、614年4月13日、同年4月15日、5月3日、5月5日とされている。包囲から20日目: 207、ジョージア語の文献によれば21日目に: 69、バリスタを用いて城壁が打ち破られた。ストラテギウスの言葉を借りれば、サーサーン朝軍がエルサレムに入城すると「前例のない略奪と冒涜」が起こった。「次々と教会が焼け落ち、多くのキリスト教の芸術品もその後の放火によって盗まれたり損傷を受けたりした。」。ストラテギウスはさらに、捕らえられたキリスト教徒たちをマミラ貯水池の近くに集められ、ユダヤ人たちは「ユダヤ人になってキリスト教を否定する」か死を選ばせたと記述している。捕虜となったキリスト教徒たちは改宗を拒否し、怒り狂ったユダヤ人たちはペルシャ人からキリスト教徒を買い取り、その場で虐殺した。アンティオコスは以下のように描写している。

するとユダヤ人は... 昔、キリスト教徒がユダヤ人から銀でキリストの遺体を買収したように、銀でキリスト教徒を買い取ったのだ。ペルシャ人に銀を与え、キリスト教徒を買い取って羊のように殺した。

ストラテギウスの著作の写本では、キリスト教徒の犠牲者は66,509人と記録されているものもあれば: 207、この約半分の数字を記述しているものもある。写本の記述によれば、最も多くの遺体はマミラで発見され、24,518体にものぼる。エルサレム市内の他の場所で発見された遺体よりもはるかに多かった。また別の写本によれば、マミラで発見された遺体の数はそれよりかは少なく、4,518体または4,618体だったと記されている。

### ディオニュシオスの記述
ディオニュシオスの記述は、9世紀後半のものである。虐殺を含めた犠牲者は9万人に昇ると記録しているが、この数字は実際とは異なる可能性があり疑問視されている: 195, 207。

### テオファネスの記述
証聖者テオフォネスもまた9世紀の歴史家で、キリスト教徒の犠牲者を「9万人と言う人もいる」と記録している。

### セフェル・ゼルバベルの記述
セフェル・ゼルバベル（ゼルバベルの黙示録）は中世ヘブライ語で記述した黙示録で、紀元前6世紀の人物ゼルバベルが、自身の見た幻影を口述しているという形式（ダニエル書、エゼキエル書などにも見られる）で記述がなされている。少なくとも一部は7世紀初頭の、東ローマ・サーサーン戦争中に書かれたと考えられている。
セフェル・ゼルバベルの記述では、アロンの杖、エリヤ、Nehemiah ben Hushielはティベリアの街に潜伏するだろうと予言している。Nehemiah ben Hushielはエルサレムを占領すると、イスラエルの名家の系譜を整理し、エルサレム占領から5年目、すなわち619年のアブの月（7月-8月）に殺害された。セフェル・ゼルバベルでは、ペルシアのShiroi王が、Nehemiah ben Hushielを刺殺し、その際に16人の有徳者も殺すだろうと予言した。さらにNehemiah ben Hushielの遺体を破壊し、エルサレムの門の前に投げ捨てるだろうとある。そして、ユダヤ教徒の迫害者とされるアルミルスが、新年のニサンの月14日にエルサレムに入城したとある。この新年を628年と仮定すれば、628年3月28日に相当する。
実際に、ホスロー2世の治世が終わった628年に、カワード2世は東ローマ皇帝ヘラクレイオスと和平を結んだ。セフェル・ゼルバベルでのアルミルスとは、キリスト教徒を擁護したヘラクレイオスを指していると考えられている。

### エレアザル・ベン・カリルの詩歌
エレアザル・ベ・ラビ・カリルによる3作のピーユート（詩歌）は、初期のセフェル・ゼルバベルをもとにして作られたと考えられている:168–169。
一つ目のピーユートは629年から634年の間に書かれたと考えられている。作中では、聖堂の建設を認められたユダヤ人が、祭壇を立てて犠牲を捧げる描写がある。ユダヤ人の中からメシア・ベン・ヨセフと呼ばれるユダヤ人の指導者が現れ、3か月以内にユダヤ人の頂点に君臨するだろうとされたが、メシア・ベン・ヨセフはその後すぐに、ペルシャの軍司令官によって小さな聖堂の中で殺害された:168–169。
2つ目のピーユートは年代が特定できていない。この作中ではメシア・ベン・ヨセフをNehemiah ben Hushielとして扱っている:170–171。
「オト・ハ・ヨム（Oto ha-yom）」と題された3つ目のピーユートは、サーサーン朝が東ローマ帝国に敗れた後の時代に書かれた。アラビアから別の王が侵攻してきたことを記述しているので、初期のアラブ人侵攻の頃のものであると推定されている。Nehemiah ben Hushielについては記載がない。セフェル・ゼルバベルにおけるメシア・ベン・ダビデ、すなわちこのピーユート中に現れるMenahem ben Ammielはメシア・ベン・ヨセフと同一視されている:171。

### クルアーンの記述
パレスチナ・プリマがペルシャ人に手に落ちたことは、クルアーンの第30章（スーラ）アッ・ルームの中で同時代の出来事として記されている。さらに、東ローマ帝国によるペルシャ帝国の敗北が間近に迫っていることをも予言している。
"ローマびとは打ち負かされた。もっとも近い地において。しかし彼らは、その敗北の後になって勝利を得るだろう、もっとも近い地において。数年のうちに。前にあっても後においても、ものごとはアッラーに属する、その日、信仰者は歓喜するだろう。アッラーの助け（による）勝利を、かの御方は誰であれその御心にかなう者を助ける、もっとも威力ある御方、もっとも慈悲深い御方
。" クルアーン第30章より。

### その他資料
歴史家たちは、上記以外の資料も参考にして、エルサレム陥落後の出来事をまとめた。以下は、多数の関連資料の概要である。
タバリーとフーゼスターンの年代記では、聖十字架の断片を探すために、キリスト教の聖職者たちを拷問したと記述している: 207。モデストゥスの『Opusculum de Persica captivitate』ではキリスト教徒の犠牲者数を65,000人と計上していて、この数字はエルサレムとその周辺に住むキリスト教徒の人口を推定に役立つ可能性もある。復活祭年代記では、614年のエルサレム陥落時にユダヤ人が反キリスト教暴動を起こしたとは記述していない点で注目されている: 790。この年代記ではエルサレム陥落を614年 の6月と大雑把に記述している。またモデストゥスの書状も、重要な資料として重宝されている: 207–210。

## 考古学的な検証
教会やその他の宗教的建造物が大規模に破壊されたと考察できるような考古学的証拠はまだ確認されていない。しかし、サーサーン朝の侵攻に相当する時代の大規模虐殺が存在した証拠は実際に見つかっている。
ストラテギウスの記述からは、相当数の土地が埋葬地に割り当てられたことがうかがえる。1989年、イスラエルの考古学者ロニー・ライヒが、昔キリスト教徒の虐殺が起こったと記録されている場所の付近で、マミラ洞窟の集団埋葬地を発見した。発掘された骨の多さから「何千人もの人々が埋葬されていることが示唆される」が、保存状態が悪く身元が特定できたのはわずか526人の遺骨だけだった。他にも集団墓地が発見されているが、サーサーン朝によるエルサレム征服の正確な年代は特定できていない。エルサレムの発掘調査の結果、エルサレム近辺には継続的な居住の痕跡が残っており、サーサーン朝統治時代に人口への影響はほとんどなかったことが明らかになっている。考古学者Gideon Avniは、以下のように語っている。
... 発掘調査を実施したエルサレムの遺跡には、614年のペルシア人による征服や636年のアラブ人による征服による破壊の痕跡がなく、明確に歴史が継続していることを示している。
人口の連続性は、勝利したユダヤ人反乱軍がユダヤ人を入植した結果であった可能性も否定は出来ないが、サーサーン朝の征服による混乱にもかかわらず、キリスト教徒の居住は比較的一定のままであったようなので、サーサーン朝・ユダヤ人による支配期間には、エルサレムの人口に大きな影響はなかったようだ。
2013年、エルサレム旧市街で、大量の5世紀から7世紀初頭のサーサーン朝の硬貨や金貨などの財宝が考古学者らによって発掘された。エルサレム・ヘブライ大学の考古学者エイラト・マザールによると、2013年9月初旬に発掘されたのは、金貨36枚、金製と銀製の宝飾品、メノーラー、ショファル、セーフェルー・トーラーの絵で装飾された直径10センチメートルの金の浮き彫り等が入った2つの包みであった。この品は、胸当てとして、セーフェルー・トーラーの周りに掛ける装飾品であったと考えられている。これは神殿の丘の南の壁から、わずか50メートルのところにある東ローマ帝国時代の公共施設の遺跡で発見された。発掘された状況から、1つの包みは丁重に地中に隠されていたのに対して、もう1つは、床中に散らばっていて明らかに急いで捨てられたことがうかがえる。エイラト・マザールは、年代を考慮して、これらの品々はキリスト教徒が再びエルサレムの支配権を確立した後に、放棄されたものだと推測している。東ローマ帝国の統治期間にはエルサレムにユダヤ人がほとんどいなかったため、エイラト・マザールは、614年のサーサーン朝による征服後に、ユダヤ人の使者がこの財宝をエルサレムに持ちこんだと考えている。